# Suzuki Jimny

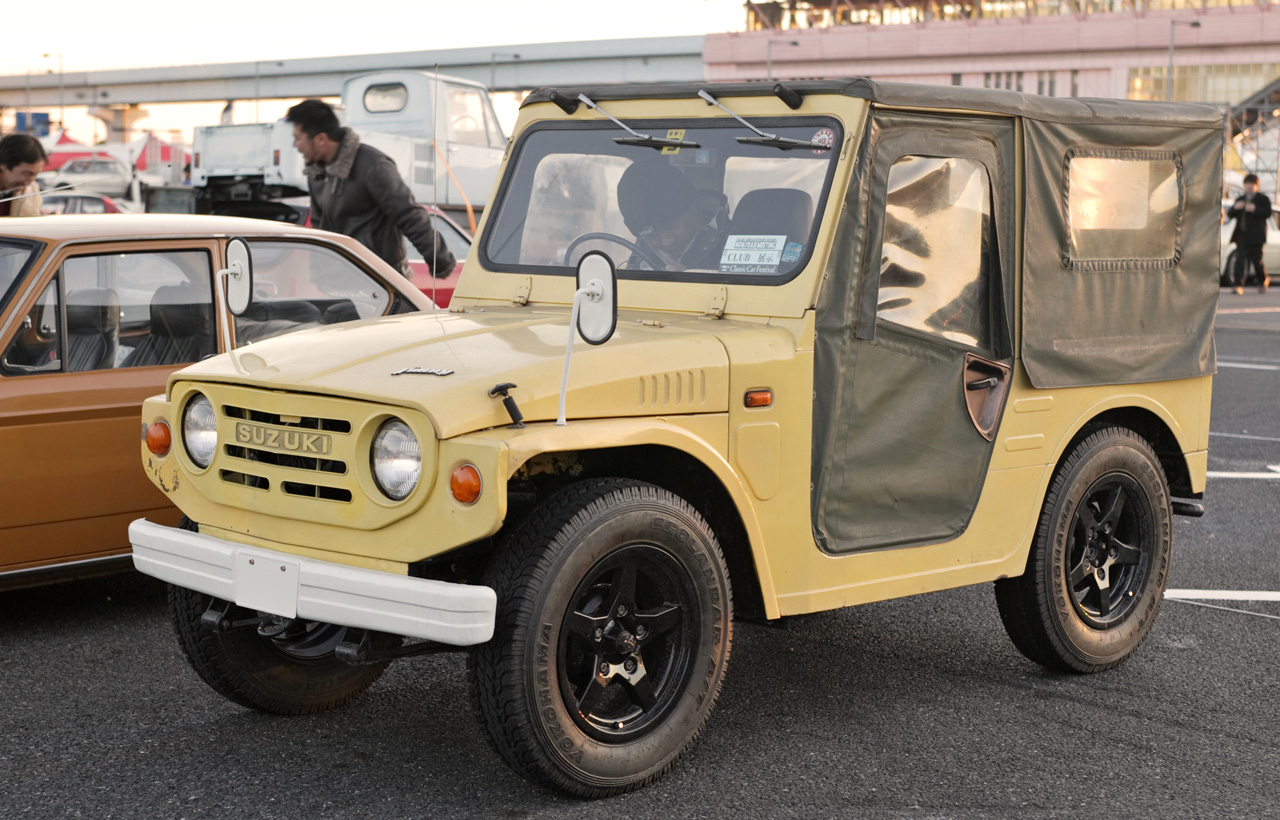
Suzuki LJ10

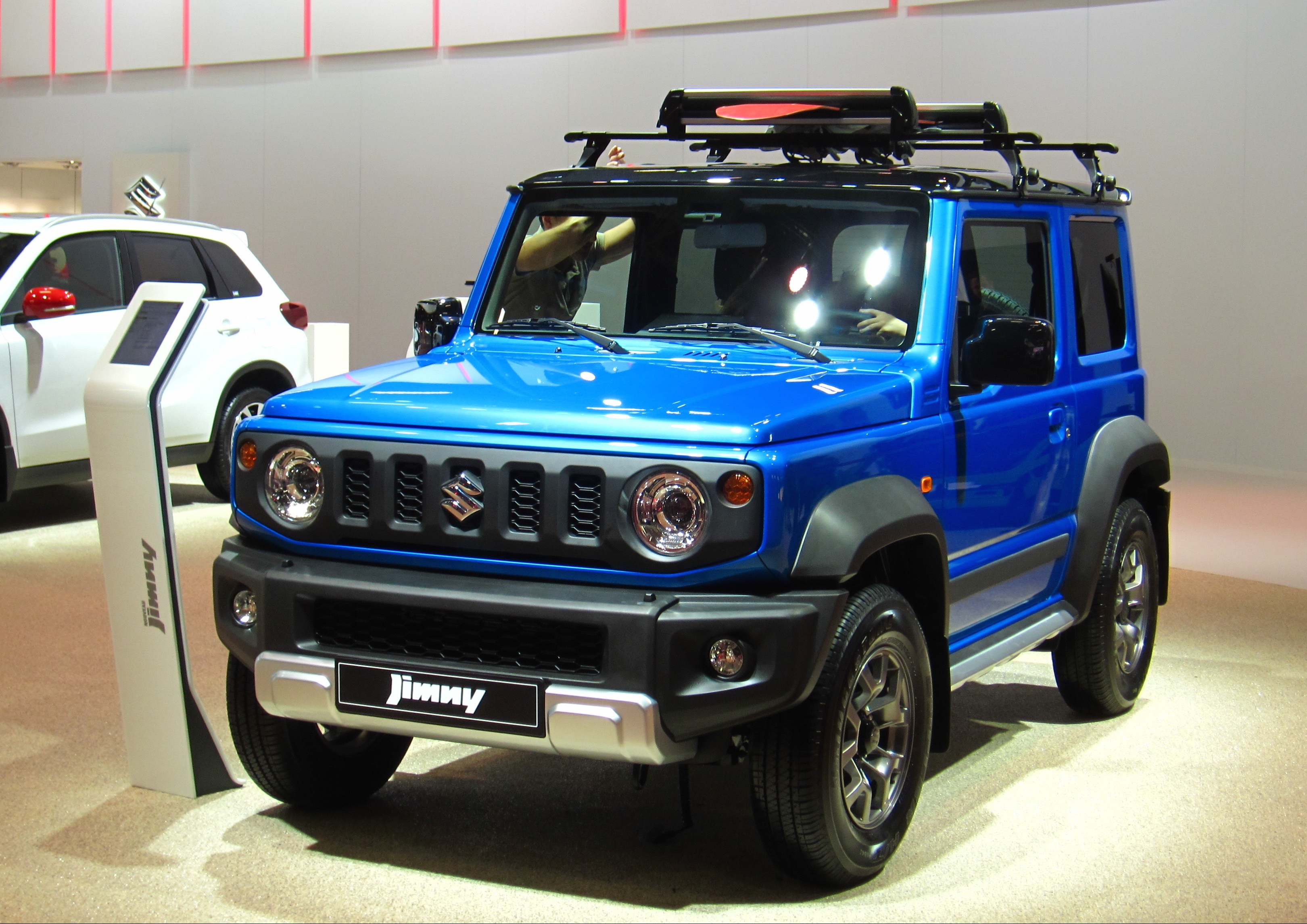
Jimny vierde generatie

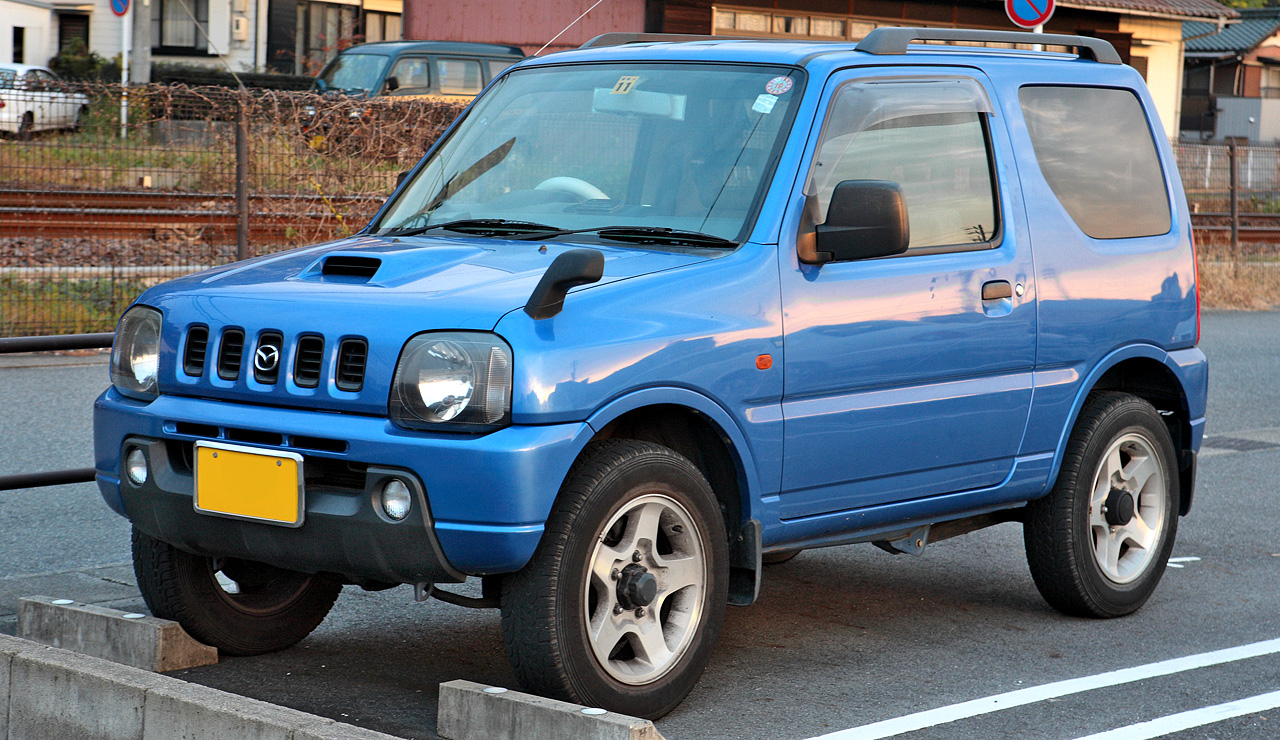
Mazda AZ-Offroad

De Suzuki Jimny is een serie kleine terreinauto's van het Japanse bedrijf Suzuki, geproduceerd vanaf 1968 tot op heden. Op de Nederlandse markt is de naam Jimny gangbaar vanaf de derde generatie. Op andere markten werd de naam eerder gebruikt.

## Historie
Het doel was het op de markt brengen van een volwaardig vierwielaangedreven auto met offroadcapaciteiten, die voldeed aan de Japanse wetgeving wat betreft kei cars. Voor de export gold deze beperkende regelgeving niet en konden onder andere krachtigere motoren worden geleverd. De eerste typeaanduiding was 'LJ' wat staat voor Light Jeep.

### LJ
Zie het hoofdartikel: Suzuki LJ
De eerste Jimny (LJ10) rolde in 1968 van de band en wordt in sommige landen als SJ410 nog steeds geproduceerd. De eerste generatie Jimny's eindigde met de SJ410 die ondanks zijn uiterlijke overeenkomst met de Samurai (SJ413) gewoon een doorontwikkelde LJ80 was.

### SJ
Zie het hoofdartikel: Suzuki SJ
De tweede generatie Jimny's werd geproduceerd vanaf 1984 en heette in eerste instantie SJ413 en werd vanaf 1988 in Nederland als Samurai verkocht. Hoewel de SJ410 en de SJ413/Samurai uiterlijk vrijwel identiek zijn en vele onderdelen uitwisselbaar zijn, was de SJ413 toch een compleet nieuw ontwikkelde auto. 

### Jimny gen3
In 1998 is de derde generatie Jimny's op de markt gebracht. Deze versie was met een 1,3 liter, 82 pk benzinemotor met zowel twee- als vierwielaandrijving tot 2018 verkrijgbaar. In 2005 is een 1,5 liter, 65 PK common-rail dieselmotor geïntroduceerd.

### Jimny gen4
In 2018 is de vierde generatie Jimmy op de markt gebracht. Deze versie is alleen leverbaar met een 1,5 liter, 4-cilinder benzinemotor. De Jimmy is leverbaar met een handgeschakelde 5-bak of een 4-traps automaat.
Begin 2021 werd de Suzuki Jimny Professional leverbaar, nadat in 2019 in de EU het 2018-model verviel in verband met aangescherpte emissie-eisen. De wijzigingen zijn onder meer dat het een tweezitter is geworden met dezelfde carrosserie als model 2018, met een vlakke vloer en een flinke bagageruimte.

## 4x4
Voor alle generaties geldt dat ze (optioneel) een volwaardige vierwielaandrijving hebben. Standaard wordt het voertuig aangedreven op de achteras. Via een tussenbak kan daarbij de vooras ingeschakeld worden. Tussen voor- en achteras zit geen differentieel, waardoor de vierwielaandrijving niet gebruikt kan worden op de verharde weg, tenzij deze door ijzel of sneeuwval glad is. Gebruik van de 4x4 op oppervlak met veel grip kan de aandrijving beschadigen. Via de tussenbak kan ook lage gearing ingeschakeld worden, waardoor de topsnelheid flink vermindert en het koppel flink toeneemt.

## Trivia
- Mazda heeft een hernoemde derde generatie Jimny exclusief op de Japanse markt gebracht onder de naam Mazda AZ-Offroad.
- Op het in 2009 uitgebrachte album Cats Lost van Cuby and the Blizzards gaat nummer 10 over een Jimny.

Huidige modellen Europa:
Across ·
Ignis ·
Jimny ·
S-Cross ·
Swace ·
Swift · 
Vitara

Huidige modellen internationaal:
Alto Lapin · 
APV ·
Baleno ·
Carry · 
Celerio · 
Equator · 
Ertiga · 
Every ·
S-Presso ·
Landy ·
MR Wagon · 
Palette · 
Solio · 
Wagon R

Uit productie:
Cappuccino · 
Cara ·
Cervo · 
Forenza ·
Fronte · 
Grand Vitara · 
Grand Vitara XL-7 · 
Kei · 
Kizashi · 
Liana · 
LJ · 
Mighty Boy · 
Reno ·
SJ/Samurai · 
Splash ·
Suzulight · 
Twin · 
Verona ·
X-90 · 
XL7 · 
Wagon R+

Concept cars:
A-Star · 
Concept-S · 
Ionis ·
Concept Kizashi · 
Concept Kizashi 2 · 
Concept Kizashi 3 · 
Kizashi Apex Turbo ·
Kizashi EcoCharge ·
LC · 
Makai · 
Mom's Personal Wagon ·
Pixy en SCC · 
P.X · 
Q · 
RIII · 
Regina · 
S-Cross ·
Splash · 
Swift S · 
Swift PHEV ·
SXForce ·
X-Head · 
XA Alpha